# Titanobel
La Titanobel (anciennement Titanite) est une entreprise française, fabriquant des explosifs civils.

## Historique

### Fondation des sociétés Nobel
En 1861, Alfred Nobel obtient à Paris un prêt du Crédit mobilier lui permettant de fonder un laboratoire à Heleneborg (Stockholm) puis des usines à Vinterviken et Krümmel. Par la suite, trois sociétés sont créées au Royaume-Uni en 1865, aux États-Unis en 1866, et en France à Liverdun en 1868 en association avec Paul Barbe. Durant la guerre franco-prussienne de 1870, une usine est construite dans l'urgence à Paulilles. À l'issue de la guerre l'usine est fermée, le monopole français interdisant toujours la fabrication de la dynamite par une société privée, depuis la loi du 13 Fructidor an V (30 août 1797). La loi du 8 mars 1875 autorise la production par des établissements privés et permet la fondation de la Société générale pour la fabrication de la dynamite (SGFD) dont Nobel et Barbe gèrent le conseil d'administration. 
Au cours des années 1870, différentes entreprises sont fondées en Europe, indépendantes les unes des autres, obligeant Nobel à tenter une restructuration. Deux sociétés sont ainsi créées : en 1886 la compagnie anglo-allemande, « Nobel Dynamite Trust Co Ltd », et en 1887 la « Société centrale de dynamite » siégeant à Paris et filialisant les usines d'Europe latine (France, Espagne, Suisse, Italie, Portugal), du Venezuela et du Transvaal.
En 1927, à l'occasion de la fusion avec la Société Industrielle des Matières Plastiques, la SGFD devient la Société Nobel française qui possède alors les usines de Paulilles, d'Ablon, de La Rivière-Saint-Sauveur, de Villetaneuse, de Stains et de Chauffry. Reprise par Nobel-Bozel, elle est groupée en 1972 au sein de sa filiale Société Nobel Explosifs (renommée Nobel PRB Explosifs), jusqu'à son acquisition par le groupe SNPE en 1980.

### Titanobel
Titanobel est fondé en 2008 à la suite de la fusion de Nobel Explosifs appartenant à la SNPE et Titanite (créé en 1923). Il est leader français dans la fabrication, la distribution, la mise en œuvre d’explosifs civils et l’ingénierie liée au minage.
Ces explosifs sont notamment destinés à la construction, travaux publics, carrières et mines.
Un des sites de fabrication se trouve à Plévin et un second à Veurey-Voroize.
En 2022, il est acquis par le groupe australien Incitec Pivot Limited.